# Johann Georg Maximilian von Fürstenhoff
Johann Georg Maximilian von Fürstenhoff (* 1686 in Dresden; † 15. Juli 1753 in Dresden) war ein Dresdner Architekt und illegitimer Sohn des sächsischen Kurfürsten Johann Georg III. und der Sängerin Margherita Salicola.

## Biografie

### Beruf
Fürstenhoff trat im Jahr 1709 dem königlich-sächsischen Ingenieur- und Pionierkorps bei. Hier erhielt er seine architektonische Ausbildung. 1714 erfolgte seine Beförderung zum Ingenieur-Kapitän und am 1. Oktober 1716 die zum Ingenieur-Major. Ab 1716 lehrte er auch an der Dresdner Kadettenanstalt das Militärbauwesen. Im März 1725 wurde er Oberstleutnant und 18. Februar 1734 Oberst sowie Generalquartiermeister. Am 23. Februar 1741 erfolgte seine Ernennung zum Generalmajor und Erhebung in den Adelstand. 1742 gab er die Generalquartiermeister ab, die nun der Generalmajor Neubour erhielt. Ab dem 23. November 1745 war er Generalleutnant und als Nachfolger des Generals Jean de Bodt Chef des Ingenieurkorps und Generalintendant. Außerdem wurde er 1746 Kommandant der Festung Königstein, beide Posten behielt er bis zu seinem Tod 1753.

### Werke
Zu Fürstenhoffs Hauptwerken gehörten der Wiederaufbau des Georgenbaus und bis 1730 des Dresdner Residenzschlosses. 1723 bis 1728 entstand nach seinen Plänen das Provianthaus in Torgau in der Kurstraße. 1727 wurde durch ihn die Allee in Moritzburg angelegt.
Von 1720 bis 1731 gestaltete er das Stallgebäude um und baute von 1729 bis 1731 die dortige Freitreppe, die ebenfalls Englische Treppe genannt wird. Von 1742 bis 1747 baute er das Dresdner Zeughaus, das spätere Albertinum, um. Fürstenhoff gestaltete die Tore der Dresdner Befestigungsanlagen, so 1718 die Schauseite des Leipzigers Tores am Palaisplatz und 1747/1748 das wiedergeöffnete Seetor.
Fürstenhoff entwarf 1740 sein Wohnpalais selbst – es lag vor dem Pirnaischen Tor und wurde 1758 zerstört. Das Palais war elfachsig und verfügte über einen großen Dreiecksgiebel. Die Ruine des Palais ist auf Bernardo Bellottos Blatt der zerstörten Pirnaischen Vorstadt abgebildet.
Ferner verfügte die sächsische Bibliothek über eine dreibändiges Werk von ihm: Grund Riße von denen Festungen von Europa nebst denen Belagerungen in diesem Jahrhundert.

### Familie
Fürstenhoff war zweimal verheiratet, zunächst mit Margarethe Dorothe Küster († 1738) und nach dem Tod seiner ersten Frau mit Charlotte Emilie N. N. Er hatte aus den Ehen insgesamt einen Sohn, der früh starb, und drei Töchter. Die Witwe heiratete den Landweinmeister Rost, eine Tochter († 1743) den Bergrat Philipp Christian von Klimberg († 1743).